# Vik (Vestland)

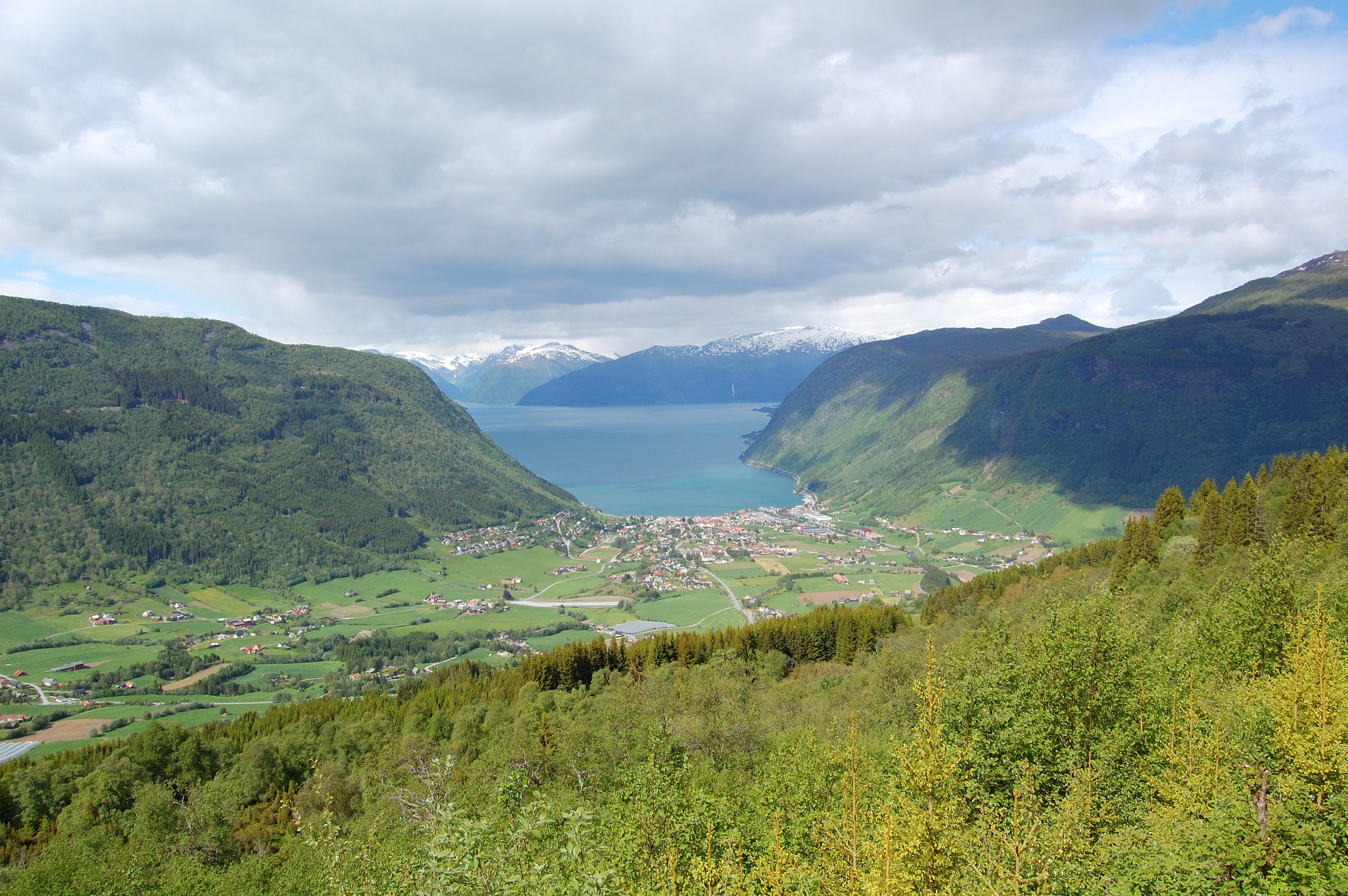
Vik.

Vik is een gemeente in de Noorse provincie Vestland. De gemeente telde 2772 inwoners in januari 2017.
Vangsnes is een dorp dat behoort tot de gemeente Vik. Van hieruit gaat een ferry over de Sognefjord naar de overkant naar Dragsvik.
Vik grenst in het oosten aan Aurland, in het zuiden aan Voss en Vaksdal, in het westen aan Modalen en Høyanger. Aan de andere kant van de fjord liggen Balestrand, Leikanger, Sogndal en Lærdal. Het centrum heet Vik i Sogn
Bezienswaardig is onder andere de staafkerk van Hopperstad, staafkerk uit 1140 en de Hove kerk uit 1150.

## Plaatsen in de gemeente
- Vangsnes
- Viksøyri

Alver ·  Askvol · Askøy · Aurland · Austevoll · Austrheim · Bergen · Bjørnafjorden · Bremanger · Bømlo · Eidfjord · Etne · Fedje · Fitjar · Fjaler · Gloppen · Gulen · Hyllestad · Høyanger · Kinn · Kvam · Kvinnherad · Luster · Lærdal · Masfjorden · Modalen · Osterøy · Samnanger · Sogndal · Solund · Stad · Stord · Stryn · Sunnfjord · Sveio · Tysnes · Ullensvang · Ulvik · Vaksdal · Vik · Voss · Øygarden · Årdal

Fylker van Noorwegen